# VOF de Kunst
VOF de Kunst eller The Art Company är en nederländsk popgrupp bildad 1983 i Tilburg. Gruppen är mest känd för sången Suzanne (Susanna i engelsk översättning) från 1983. Nol Havens är gruppens sångare och frontfigur.
VOF de Kunst bildades i Tilburg 1983. Den första singeln från albumet Maandagmorgen 6:30, Suzanne, klättrade snabbt på topplistorna. Gruppen översatte låten till engelska med titeln Susanna och turnerade i Europa som The Art Company.
Gruppen har sedan Suzanne haft viss framgång med andra låtar på nederländska, bland annat Oude liefde roest niet och Één kopje koffie, samt sedan 1990 barnvisor. De har tonsatt dikter av Annie M.G. Schmidt och spelat musik i flera säsonger av den nederländska versionen av barnprogrammet Sesam.
Namnet VOF de Kunst betyder ungefär Konsthandelsbolaget.

## Diskografi

### Album
- Maandagmorgen 6:30 (1983)
- Dikkertje Dap (1991)
- De kunst live (1991)
- De lapjeskat (1992)
- Sinterklaasfeest met V.O.F. De Kunst (1993)
- De griezel CD (1994)

### Singlar
- Suzanne (1983)
- Oude liefde roest niet (1984)
- 'k wil niet met een ander dansen (1984)
- Het is beter zo (1984)
- Één kopje koffie (1987)
- Waar heb ik jou meer gezien (1987)
- Retour Sneek (1988)
- De laatste meters (1988; med The Skymasters)
- Speciale aanbieding (1989; med Het Goede Doel)
- Dikkertje Dap (1991)